# Zethenia
Zethenia is een geslacht van vlinders van de familie spanners (Geometridae), uit de onderfamilie Ennominae.

## Soorten
- Z. albonotaria Bremer, 1864
- Z. contiguaria Leech, 1897
- Z. crenulata Wileman, 1915
- Z. didyma Wehrli, 1940
- Z. florida Bastelberger, 1911
- Z. inaccepta Prout, 1915
- Z. muscula Bastelberger, 1911
- Z. rufescentaria Motschulsky, 1861
- Z. sordidata Inoue, 1987